# Chiesa di Santa Maria Assunta (Erve)
La chiesa di Santa Maria Assunta è la parrocchiale e principale luogo di culto cattolico di Erve, in provincia di Lecco e diocesi di Bergamo; fa parte del vicariato di Calolzio-Caprino.

## Storia
La chiesa di Erve intitolata all'Assunzione di Maria al cielo, era inserita nella diocesi di Milano per passare a quella di Bergamo nel triennio dal 1784 al 1787. Risulta che sia stata canonicamente eretta a chiesa parrocchiale dal cardinale Ippolito d'Estedi Milano il 12 novembre 1506. Fu poi aggregata alla diocesi di Roma il 13 aprile 1713 quale privilegio.
Il cambio di diocesi conseguente alla sistemazione dei confini diocesani tra Bergamo e Milano richiese un triennio seguendo il passaggio della pieve di Olginate. Il passaggio iniziò con l'intervento della Sacra Congregazione concistoriale dei vescovi nel 1784, autorizzazione poi completata con la bolla pontificia del 13 novembre 1786 di papa Pio VI, e nel 1787 dalle autorità ecclesiastiche dell'episcopio.

Nei registri del clero della diocesi di Bergamo, la chiesa è indicata nel 1801 appartenente al vicariato della chiesa di Carenno, e dal 1861 in quello di San Martino di Calolzio, quando la chiesa era retta da un parroco coadiuvato da un cappellano
Nel 1773 la chiesa fu ricostruita su progetto di Giovanni Moroni, e consacrata con l'intitolazione alla Madonna Assunta in cielo il 29 settembre 1853 dal vescovo di Bergamo Pietro Luigi Speranza. 
Con decreto del 27 maggio 1979 del vescovo di Bergamo Giulio Oggioni la chiesa fu inserita nel vicariato locale di Calolzio-Caprino.
Il Novecento vide la chiesa oggetto di lavori di ristrutturazione con la realizzazione nel 1907 degli affreschi interni a opera del pittore Luigi Morgari. Nella seconda metà del Novecento furono diversi i lavori di mantenimento e ammodernamento con la creazione del nuovo altare liturgico in ottemperanza alla disposizioni del concilio Vaticano II.

## Descrizione

### Esterno
L'edificio di culto è posto nel centro storico della località in posizione sopraelevata raggiungibile da una gradinata che lo collega con la viabile. La facciata è tripartita e divisa su due ordini da lesene, che lateralmente si presentano di maggior misura e reggono il cornicione e il frontone compreso di timpano triangolare. Le lesene interne creano una fascia sia orizzontale che verticale dando alla facciata un disegno geometrici. Nell'ordine inferiore vi è l'ingresso principale con paraste finemente lavorate a colonne incavate e capitello ionico che reggono la trabeazione e il timpano a tutto sesto dove è posta una cimasa con il simbolo vescovile.
Nell'ordine superiore vi è una finestra rettangolare atta a illuminare l'aula.

### Interno
L'interno a unica navata, si presenta con volta a botte e diviso da lesene in tre campate di cui la prima di maggior misura. La seconda presenta la cappella a sinistra dedicata alla Madonna del santo Rosario e corrispondente a destra quella dedicata a san Carlo Borromeo. La zona presbiteriale con volta a botte è preceduta dall'arco trionfale e rialzata da quattro gradini. La parte termina con il coro absidato avente la copertura a semicatino..